# 算数セット
算数セット（さんすうセット）は、小学校低学年における算数の授業で用いられる副教材。おはじき、数え棒、ブロックなどの半具体物で構成され、数の概念や計算を理解しやすくする目的で使用される。さんすうせっとや、算数ボックス、さんすうぼっくすなどともいう。

## 構成物
構成物は商品や対応する教科書によって異なるが、一般的には次のようなもので構成される。
- 数カード
- 数のブロック
- 計算カード
- 数え棒
- お金
- 時計
- おはじき
- さいころ
- いろいた
- ファイルセット
- 定規
- すごろくの台紙
- 積み木
- ホワイトボード
- 数字の表
- 織ゴム
- 外箱

## 評価
算数セットはいくつもの会社から発売されているが、取り扱いは各地で異なる。新入生全員に購入させる地域が多く、「子どもには新しいものを与えたい」、「名前付けをすると子どもの成長の喜びを実感する」という声がある一方、以下のような反対の声もある。

### 経済的負担
算数セットを使う機会は小学校1～3年生に限定されるため、保護者の経済的負担を考慮し学校が備品として購入すべきとの意見もある。なお、一部の自治体・学校では学校が購入したり児童に貸し出したりしている。

### 記名の負担
算数セットを各自が購入する場合、小さなおはじきやカードにもそれぞれ名前を記すことになるため、その負担がたびたび話題になる。